# Abteilung für Kosmografie der Casa de la Contratación
Die Abteilung für Kosmografie der Casa de la Contratación in Sevilla wurde im Jahr 1508 von König Ferdinand gegründet. Sie war ein Zentrum für die Gewinnung, Sammlung, Organisation und Verbreitung neuer Erkenntnisse auf dem Gebiet der Seeschifffahrt und eine Schule für kosmografische und nautische Studien, die die wissenschaftliche Grundlage für die Reisen und Expeditionen der kastilischen Seefahrer und Kartografen bildete.

## Praxisorientierte Ausrichtung
Nach einem Treffen mit den Seefahrern Juan Díaz de Solís, Juan de la Cosa, Vicente Yáñez Pinzón und Amerigo Vespucci im Jahr 1508 in Burgos schuf König Ferdinand die Stelle des Piloto Mayor an der Casa de la Contratación. Das Amt des Piloto Mayors war der Ausgangspunkt für die Entwicklung der Abteilung für Kosmografie. In der Anfangszeit stand die Person des Piloto Mayor im Zentrum. Seine von der seemännischen Praxis geprägte Tätigkeit wurde später durch die wissenschaftlich orientierte Arbeit der Kosmografen und die Einrichtung des Lehrstuhls für Navigationslehre erweitert. Amerigo Mateo Vespucci, der seit 1506 in der Casa de la Contratación mit der Ausrüstung von Schiffsverbänden beschäftigt war, wurde als erster in das Amt berufen.
Eine der Aufgaben des Piloto Mayor der Casa de la Contratación war es, die für die Navigation verantwortlichen Seeleute zu Unterrichten.
Diese Personen, wurden als Piloten (Piloto) bezeichnet. In seinem Lehrbuch Quatri partitu en cosmographia practica beschreibt der Piloto Mayor Alonso de Chaves das Amt des Piloten:
Amerigo Vespucci hielt in seinem Haus die Kurse und Prüfungen ab, die alle Seefahrer ablegen mussten, die auf den Reisen der Carrera de Indias nach Amerika als Piloten eingesetzt werden wollten. Die Unterrichtsinhalte hatte König Ferdinand in einer Provisión Real (Königliche Verfügung) vom 6. August 1508 im Namen seiner Tochter Königin Johanna genau festgelegt. Die Piloten durften auf ihren Reisen nur Karten und Navigationsinstrumente verwenden die der Piloto Mayor begutachtet hatte.

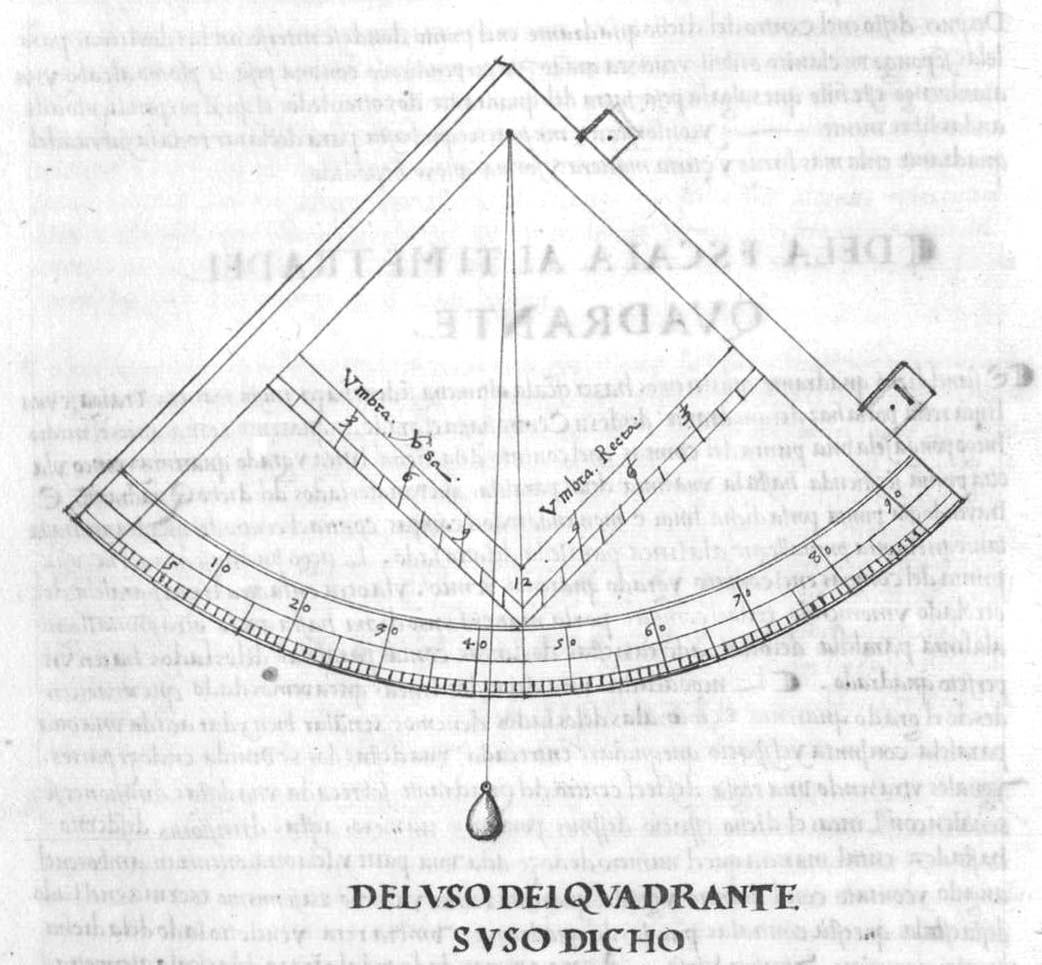
Von dem Gebrauch des Quadranten
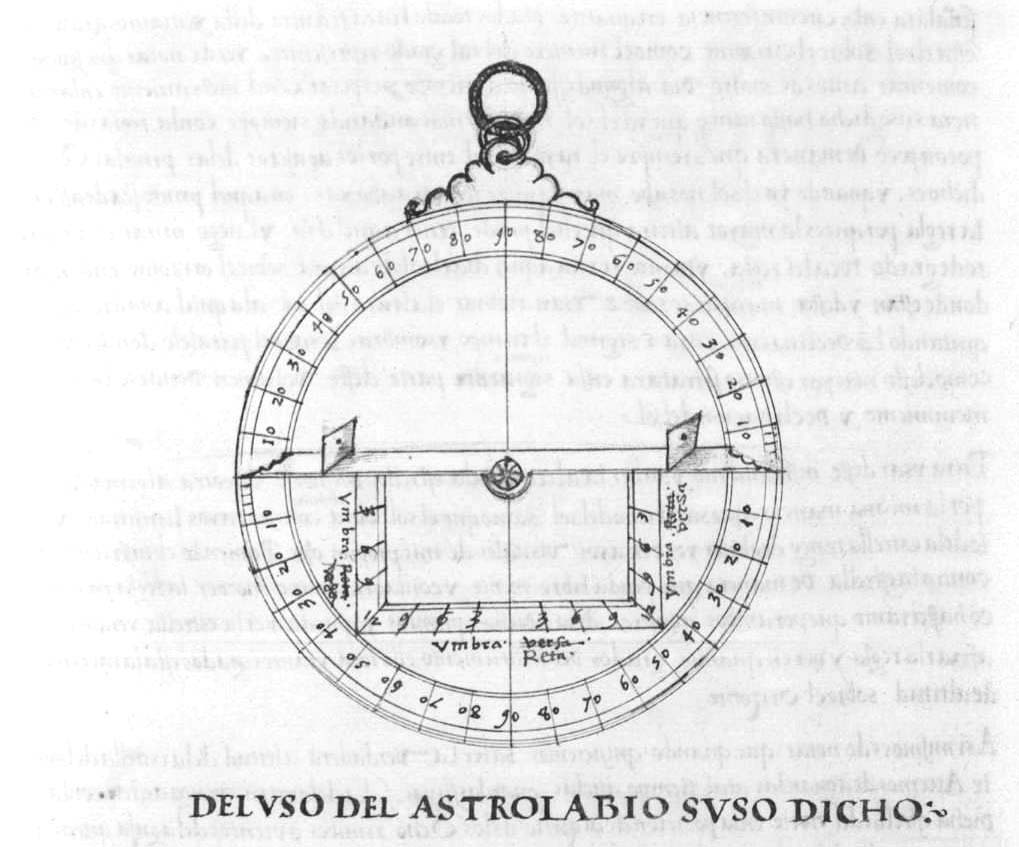
Von dem Gebrauch des Astrolabiums
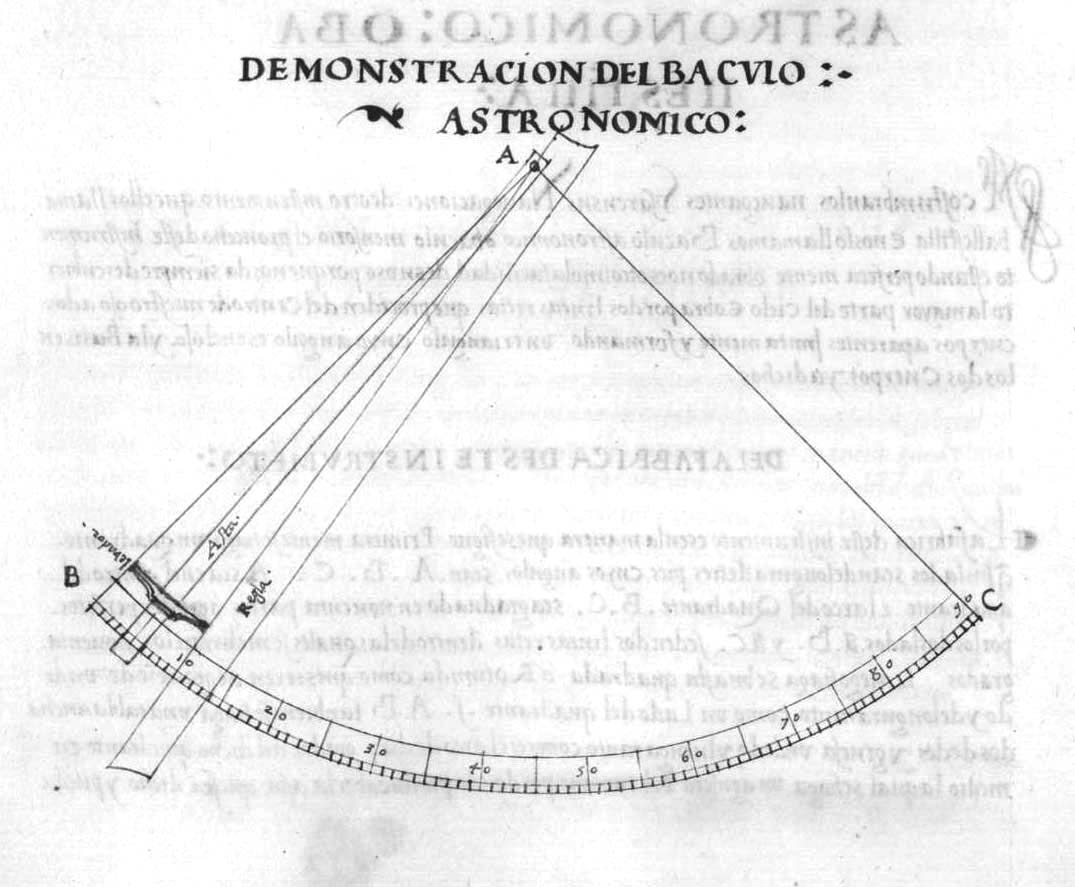
Darstellung des Jakobsstabs

Eine weitere Aufgabe des Piloto Mayor war die Erstellung einer Musterkarte, des Padrón Real. Diese Karte sollte ständig nach den neuesten Erkenntnissen aktualisiert werden und als Vorlage für die Karten dienen, die auf der Reise nach Amerika verwendet wurden. Amerigo Vespucci war für die kartografischen Arbeiten des Hauses verantwortlich. Es gibt Dokumente, die die Mitarbeit anderer Personen belegen, die in der Kunst der Herstellung von „Zeichnungen“ (Karten) qualifiziert waren. Es sind keine von ihm selbst angefertigten Karten überliefert. Amerigo Vespucci hatte keine formelle wissenschaftliche oder praktische Ausbildung in Navigation. Er hatte mehrere Reisen zum Neuen Kontinent unternommen. Auf seinen Reisen war er nie für die Navigation der Flotte verantwortlich.
Nach Vespucios Tod wurde Juan Díaz de Solís, am 26. April 1512 zu seinem Nachfolger als Piloto Mayor ernannt. Er galt als einer der besten Piloten der Iberischen Halbinsel und war durch seine Entdeckungsreisen bekannt. Es scheint, dass er mit der Ausarbeitung einer Karte begann, die alle Gebiete darstellte, die bis zu diesem Zeitpunkt im Auftrag der Krone von Kastilien entdeckt worden waren. Diese Darstellung sollte König Ferdinand die notwendigen Informationen für die diplomatische Auseinandersetzung mit seinem Schwiegersohn Manuel I. um die korrekte Lage der Linie des Vertrages von Tordesillas liefern.
Im Oktober 1515 ließ Juan Díaz de Solís sein Amt ruhen, um eine Expedition zu leiten, die einen Seeweg nach Westen in den Pazifik finden sollte. Im Jahr 1516 wurde Juan Díaz de Solís in der Region des Río de la Plata von einer Gruppe von Ureinwohnern getötet. Die Nachricht von seinem Tod erreichte Sevilla im September 1516.

Die Weltkarte, die vermutlich von Diego Ribero im Jahr 1527 angefertigt wurde, gilt als eine Kopie des Padrón Real.

Sebastián Caboto (ca. 1479–1558), Sohn des berühmten Entdeckers Nordamerikas, Juan Caboto, wurde am 5. Februar 1518 zum Piloto Mayor ernannt. Er war bekannt für seine Forschungsreisen, die er zum Teil im Dienste des englischen Königs unternommen hatte. Die Verantwortung für die Aktualisierung des Padrón Real lag beim Piloto Mayor. Er war auf die Mitarbeit qualifizierter Kartografen angewiesen, für die neue Stellen geschaffen wurden. Am 6. Oktober 1518 wurde Fernando Kolumbus mit der Überarbeitung des Padrón Real beauftragt und am 13. September 1519 Nuño García de Toreno zum Maestro de hacer cartas de marear (Meister der Seekartenherstellung) ernannt. Zur weiteren Unterstützung des Piloto Mayor schuf König Karl I. von Kastilien im Jahr 1523 das Amt des Cosmógrafo y maestro de hacer cartas y astrolabios y otros ingenios para la navegación (Kosmograf und Meister der Herstellung von Karten, Astrolabien und anderen Geräten für die Navigation) und besetzte es mit Diego Ribero.
König Karl I. beauftragte Sebastián Caboto mit einer Expedition, die eine Passage vom Atlantik zum Pazifik finden sollte. Auf diesem Weg sollte dem Vordringen der Portugiesen entgegengewirkt werden. Als Sebastián Caboto 1526 aufbrach wurde kein offizieller Nachfolger für den Piloto Mayor ernannt. Nuño García de Toreno und Juan Vespuccio wurden gebeten, die Prüfungen der Piloten durchzuführen, solange Sebastián Caboto abwesend war. Für diese Zeit erhielt Alonso de Chaves 1528 die außerordentliche Erlaubnis, in seinem Haus Piloten und Seeleute zu unterrichten, die den Gebrauch von Astrolabium, Quadrant, Seekarten usw. erlernen wollten. Er erweiterte die Ausbildung der Piloten durch die Vermittlung von Grundkenntnissen in Astronomie und Kartografie.
Nach der Rückkehr Sebastián Cabotos im Jahr 1532 kam es zu einer internen Krise in der Casa de la Contratación, da es für die Ausbildung der Piloten zwei gegensätzliche Ansätze gab. Auf der einen Seite standen der Praktiker Sebastián Caboto und seine Anhänger, die der Meinung waren, dass die Piloten nur praktische Kenntnisse benötigten, auf der anderen Seite der Wissenschaftler Alonso de Chaves und seine Anhänger, die der Meinung waren, dass die Piloten vor allem auf wissenschaftlicher Grundlage in der Kunst der Navigation ausgebildet werden müssten.
Der Streit entzündete sich an der Frage, ob das Problem der Deklination für die Praxis dadurch gelöst werden sollte, dass auf den Karten zwei oder mehr Breitengradskalen eingezeichnet wurden oder ob den Piloten eine Umrechnung der genauen Werte zugemutet werden könne. Da ein Ort nur auf einem Breitengrad liegen kann, ist die Angabe eines zweiten Breitengrades objektiv falsch. In der Praxis erspart diese Angabe jedoch die Berechnung der Abweichung. Am Ende setzte sich die wissenschaftlich geprägte Denkweise durch. Im Februar 1545 beendete Prinz Philipp, der seit 1543 Regent in Kastilien war, den Streit, indem er erklärte, dass der Padrón Real und die davon kopierten Karten mit nur einer Breitengradskala die einzigen Seekarten seien, die von der kastilischen Krone akzeptiert würden. Sebastián Caboto verließ Sevilla im Jahr 1548, um einige Monate in England zu verbringen, kehrte aber nie zurück.

## Wissenschaftsorientierte Ausrichtung
Eine Inspektion der Casa de la Contratación, die der Consejo de Indias Ende 1549 durchführen ließ, stellte auch in der Abteilung für Kosmografie zahlreiche Unregelmäßigkeiten fest. 1552 übernahm Alonso de Chaves das Amt des Piloto Mayor, ohne seine Tätigkeit als Kosmograf aufzugeben.
Durch einen königlichen Erlass vom 4. Dezember 1552 wurde an der Casa de la Contaratación der Lehrstuhl für Navigationskunst und Kosmographie eingerichtet. Damit wurde die Casa de la Contaratación zur ersten modernen Navigationsschule Europas mit wissenschaftlicher Forschung und Lehre auf Universitätsniveau in den Bereichen Kosmographie, Geographie, Kartographie und Nautik. Zum ersten Professor wurde Geronimo de Chaves, der Sohn des Piloto Mayor Alonso de Chaves, ernannte. Seit 1508 fand der Unterricht im Privathaus des Piloto Mayor statt; nach der Gründung des Lehrstuhls wurde die Kapelle der Casa de la Contratación als Unterrichtsraum eingerichtet. Ein königlicher Erlass vom 23. Mai 1622 ordnete an, dass der Unterricht in der Casa de la Lonja stattfinden sollte.

## Übernahme von Aufgaben durch den Consejo de Indias
Nach einer gründlichen Überarbeitung des Real Padrón im Jahre 1553 wurde nicht nur ein Exemplar in der Casa de la Contratación aufbewahrt, sondern auch ein weiteres im Consejo de Indias. Dies entspricht der Bedeutung des Real Padrón einerseits als Musterkarte für die Seefahrt und andererseits als geographische Darstellung der Herrschaftsgebiete der Krone von Kastilien. Das gleichzeitige Vorhandensein von zwei Padrones, einer in der Casa und einer im Consejo de las Indias wurde durch weitere königliche Dekrete in den folgenden Jahren bestätigt. Im Jahr 1571 wurde im Consejo de Indias die Stelle des Cosmógrafo-Cronista Mayor geschaffen.
Seine Aufgabe war es, Informationen, geographische Beschreibungen und naturkundliche Daten über die Provinzen Westindiens zusammenzutragen, aus denen später die Relaciones Geográficas de Indias (Geografische Beziehungen zu Westindien) hervorgingen. Er sollte Karten der Neuen Welt anfertigen. Er war verantwortlich für die Berechnung und Feststellung der Mondfinsternisse und anderer Himmelszeichen, die Zusammenstellung der überseeischen Reisen und Navigationen, die Abfassung der allgemeinen Geschichte Indiens und die Abfassung der Naturgeschichte der verschiedenen Regionen des amerikanischen Kontinents. Seine Tätigkeit konzentrierte sich auf die Darstellung des Landes, während die Kosmografen der Casa de la Contratación für die Informationen über die Seegebiete zuständig waren. Am 3. Juli 1573 unterzeichnete Philipp II. die Ordenanzas para la formación del libro de las descripciones de Indias (Ordenanzas zur Schaffung eines Buches der Beschreibungen Amerikas). Diese Ordenanzas legten fest, dass die Informationen nicht mehr in einer Karte, sondern in einem Buch zusammengefasst werden sollten, da der allgemeine und universelle Charakter der wichtigsten geographischen Merkmale in einer Karte nicht detailliert dargestellt werden konnte. Die geheimzuhaltenden Informationen wurden in einem Buch, dem libro padrón, festgehalten und im Archiv des Consejo de Indias aufbewahrt. Durch das Anlegen eines Registerbuches wurde die Erstellung und Korrektur des Padron Reál weniger wichtig.

## Reformen Ende des 16. Jahrhunderts
In den letzten Lebensjahren König Philipps II., erwachte erneut das Interesse an einer Revision und einer gründlichen Korrektur des Padrón Real und der Seekarten der Casa de la Contratación. Der Consejo de Indias beauftragte Pedro Ambrosio de Onderiz, Professor für Mathematik an der Academia de Matemáticas und Cronista Mayor del Consejo de Indias, mit der Überarbeitung der in der Casa de la Contratación vorhandenen Musterinstrumente und -karten. Damit er die Reformen ungehindert durchführen konnte, ernannte ihn der Consejo de Indias am 16. September 1595 zum Piloto Mayor de la Casa de la Contratación. Bei den meisten Instrumenten schlug Pedro Ambrosio de Ondériz eine größere Bauart und eine genauere Maßeinteilungen vor. Der Padron Reál sollte künftig aus einer Universalkarte und sechs Gebietskarten in größerem Maßstab bestehen. Für die Erstellung der neuen Musterkarten mussten nicht nur die Fehler der alten Karten korrigiert werden, sondern es wurden auch neue Informationen benötigt. Diese Daten sollten nicht, wie es bisher der Fall war, von den Piloten geliefert werden, die sie nebenbei auf ihren Fahrten mit der Flota de Indias sammelten. Pedro Ambrosio de Ondériz schlug vor, zwei Männer in zwei kleinen Schiffen mit zwölf Rudern auszusenden, um die Küste der Gebiete zu erkunden, die auf den Karten mit großer Sicherheit falsch eingezeichnet waren. Der König gab seine Zustimmung, aber die beiden kleinen Schiffe stachen nie in See. Im Januar 1596 starb Pedro Ambrosio de Ondériz.
Die endgültige Reform des Padrón Real wurde von 1596 bis 1598 unter der Leitung des damaligen Cosmógrafo Mayor del Consejo de Indias, des Mathematikers Andrés García de Céspedes aus Burgos, durchgeführt.
1599 billigte der neue König Philipp III. die Arbeit von Céspedes, erklärte die Änderung des Padrón Real für beendet.

## 17. und 18. Jahrhundert
Im 17. Jahrhundert war die Tätigkeit der Casa de Contratación geprägt von Konflikten, Streitigkeiten, Stagnation, Ineffizienz, Ämterkauf usw., wie sie damals in allen Verwaltungen üblich waren. Das Bestreben, geografische Informationen geheim zu halten, dominierte die Casa de la Contratación. Aus diesem Grund ist über das Aussehen des Padrón Real im 17. Jahrhundert nichts bekannt. Die Geheimhaltung spanischer kartografischer Dokumente steht im Gegensatz zu den Verbreitungsaktivitäten in anderen Ländern. In den Niederlanden gab es Autoren, die sich auf das Zeichnen von Seekarten spezialisiert hatten und angesehene Seeatlanten herausgaben. Mit der allgemeinen Liberalisierung Ende des 18. Jahrhunderts wurde die Casa de la Contratación als Kontrollorgan für den Amerikahandel und die Seeschifffahrt überflüssig. Sie stellte ihre Tätigkeit 1790 ein.